# Northfield (Minnesota)
Northfield – miasto w Stanach Zjednoczonych, w stanie Minnesota, w hrabstwie Dakota.
Miasto zostało założone w 1855 roku. Na przełomie XIX i XX wieku w Northfield rozwijał się przemysł zbożowy (młyny). 
W 1866 roku założono Carleton College, a w 1874 roku St. Olaf College. 
W 1876 roku nieudanego napadu na bank w Northfield dokonał Jesse James. 